# Bills (LunchMoney Lewis-dal)
A Bills című debütáló dal az amerikai rapper, énekes LunchMoney Lewis első kislemeze a 2015-ben megjelent Bills című, 4 dalt tartalmazó középlemezről. A dal top sláger volt Ausztráliában, valamint Belgiumban, Új-Zélandon, Írországban, és az Egyesült Királyságban is. A dal a Kemosabe Records kiadónál jelent meg.

## Előzmények
Lewis és Ricky Reed producer éppen egy zenei ütemet próbáltak a stúdióban, amikor Reed egyszer csak a számlákról (Bills) kezdett el rímelni, majd Lewis felugrott a székéből, és azt mondta Reednek, hogy "Ez az!". Ez kell az embereknek, ami rímel, és olyan dolgokat kell írnunk, komponálnunk, amihez az emberek valamit tudnak kötni, és szórakoztató.
A dal hiphop, soul és jazz-reggae elemekből áll.

## Videóklip
A videóklip 2015 február 20-án került fel a YouTubera, melyet Emil Nava rendezett.

## Megjelenések
CD Single  
 Kemosable Records   88875115002
- 1	Bills - 3:24

Composed By, Lyrics By – Eric Frederic, Gamal Lewis, Jacob Kasher Hindlin, Rickard Göransson
Engineer [Assistant] – Alex Gruszecki
Mastered By – Chris Gehringer
Mixed By [Mixing Engineer] – John Hanes, Serban Ghenea
Producer, Programmed By – Ricky Reed
Recorded By [Recording Engineer] – Drew Kapner, Kyle Mann, Ricky Reed
- 2	Real Thing - 3:41

Bass – Ricky Reed
Composed By, Lyrics By – Eric Frederic, Gamal Lewis, Jacob Kasher Hindlin, Joe London, Teddy Geiger
Guitar – Joe London, Ricky Reed, Teddy Geiger
Mastered By – Chris Gehringer
Mixed By [Mixing Engineer] – John Hanes, Serban Ghenea
Producer, Programmed By – Joe London, Ricky Reed
Recorded By [Recording Engineer] – Ethan Shumaker, Ricky Reed

## Slágerlisták
| Slágerlista(2015)                     | Legjobb helyezés |
| ------------------------------------- | ---------------- |
| Ausztrália (ARIA)                     | 1                |
| Australia Urban (ARIA)                | 1                |
| Ausztria (Ö3 Austria Top 40)          | 7                |
| Belgium (Ultratip Flanders)           | 2                |
| Kanada (Canadian Hot 100)             | 71               |
| Kanada CHR/Top 40 (Billboard)         | 42               |
| Csehország (Rádio Top 100)            | 1                |
| Csehország (Singles Digitál Top 100)  | 66               |
| Franciaország (Single Top 100)        | 121              |
| Németország (Media Control Charts)    | 15               |
| Írország (IRMA)                       | 5                |
| Hollandia (Top 40)                    | 15               |
| Hollandia (Single Top 100)            | 14               |
| Új-Zéland (Recorded Music NZ)         | 6                |
| Skócia (Scottish Singles Top 40)      | 1                |
| Szlovákia (Singles Digitál Top 100)   | 63               |
| Spanyolország (PROMUSICAE)            | 29               |
| Svájc (Schweizer Hitparade)           | 44               |
| Egyesült Királyság (UK Singles Chart) | 2                |
| US Billboard Hot 100                  | 79               |
| US Hot Rap Songs (Billboard)          | 16               |
| US Mainstream Top 40 (Billboard)      | 26               |

| Slágerlista (2015)                   | Helyezések |
| ------------------------------------ | ---------- |
| Australia (ARIA)                     | 27         |
| Australia Urban (ARIA)               | 7          |
| Germany (Official German Charts)     | 60         |
| UK Singles (Official Charts Company) | 46         |